# دنیل آندرس ریوس
دنیل آندرس ریوس (انگلیسی: Daniel Andrés Ríos؛ زادهٔ ۲۱ فوریهٔ ۱۹۸۳) بازیکن فوتبال اهل آرژانتین است.
از باشگاه‌هایی که در آن بازی کرده‌است می‌توان به باشگاه فوتبال اطلس و باشگاه فوتبال آمریکا اشاره کرد.